# Saint-Sauveur (Gironde)
Saint-Sauveur ist eine französische Gemeinde im Département Gironde in der Region Nouvelle-Aquitaine mit 1.262 Einwohnern (Stand: 1. Januar 2022). Sie gehört zum Arrondissement Lesparre-Médoc und zum Kanton Le Nord-Médoc. Die Einwohner werden Salvadoriens genannt.

## Geografie
Saint-Sauveur liegt etwa 45 Kilometer nordnordwestlich von Bordeaux in der Mitte der Halbinsel Médoc. Das Gemeindegebiet gehört zum Regionalen Naturpark Médoc. Umgeben wird Saint-Sauveur von den Nachbargemeinden Cissac-Médoc im Westen und Norden, Pauillac im Osten sowie Saint-Laurent-Médoc im Süden und Westen.

## Bevölkerungsentwicklung
| Jahr                       | 1962 | 1968 | 1975 | 1982 | 1990 | 1999 | 2010 | 2020 |
| Einwohner                  | 663  | 682  | 792  | 924  | 1137 | 1189 | 1262 | 1265 |
| Quellen: Cassini und INSEE |      |      |      |      |      |      |      |      |

## Sehenswürdigkeiten
- Kirche Saint-Sauveur aus dem 12. Jahrhundert, Monument historique seit 1925
- Schloss Estreau

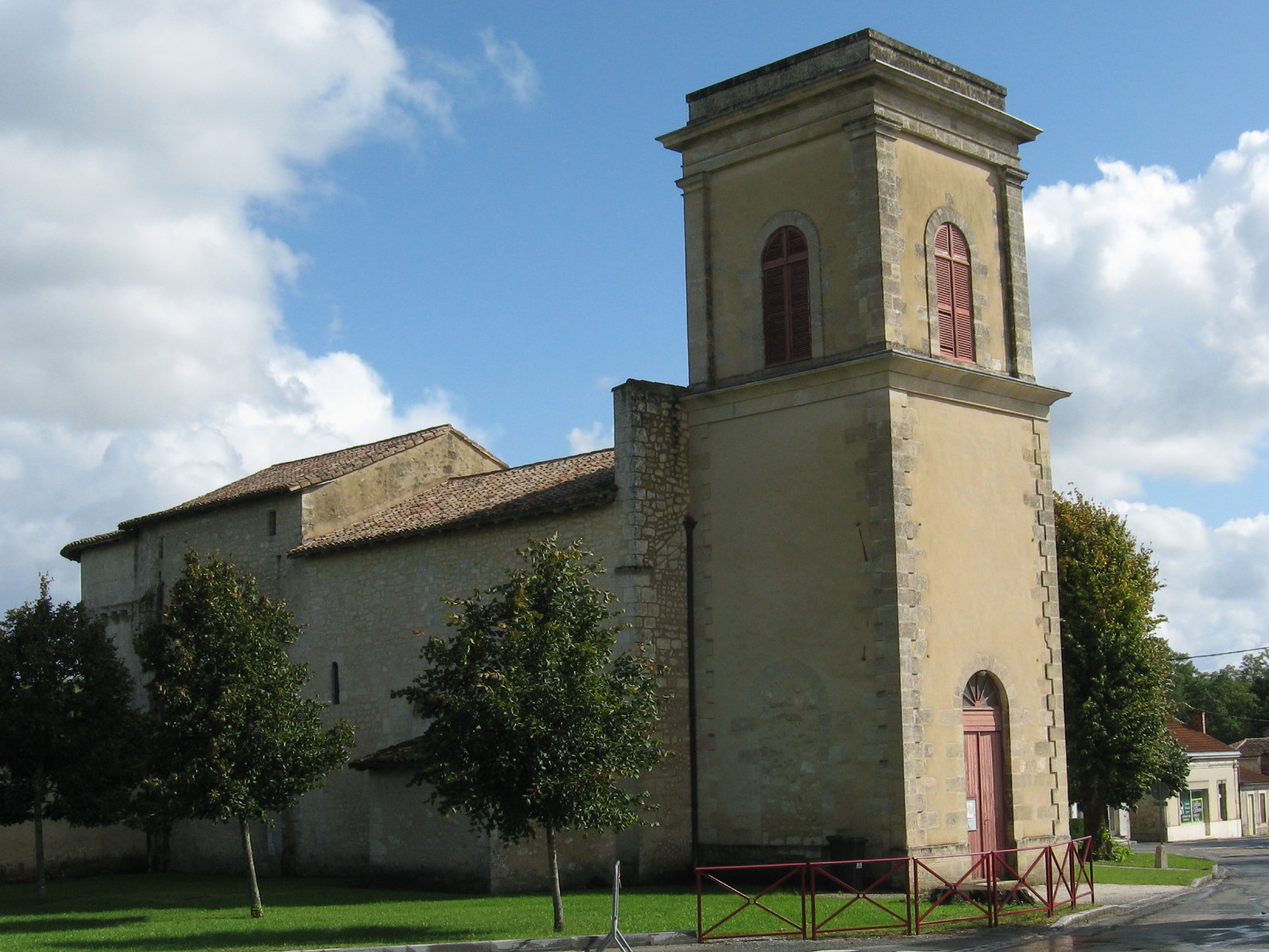
Kirche Saint-Sauveur
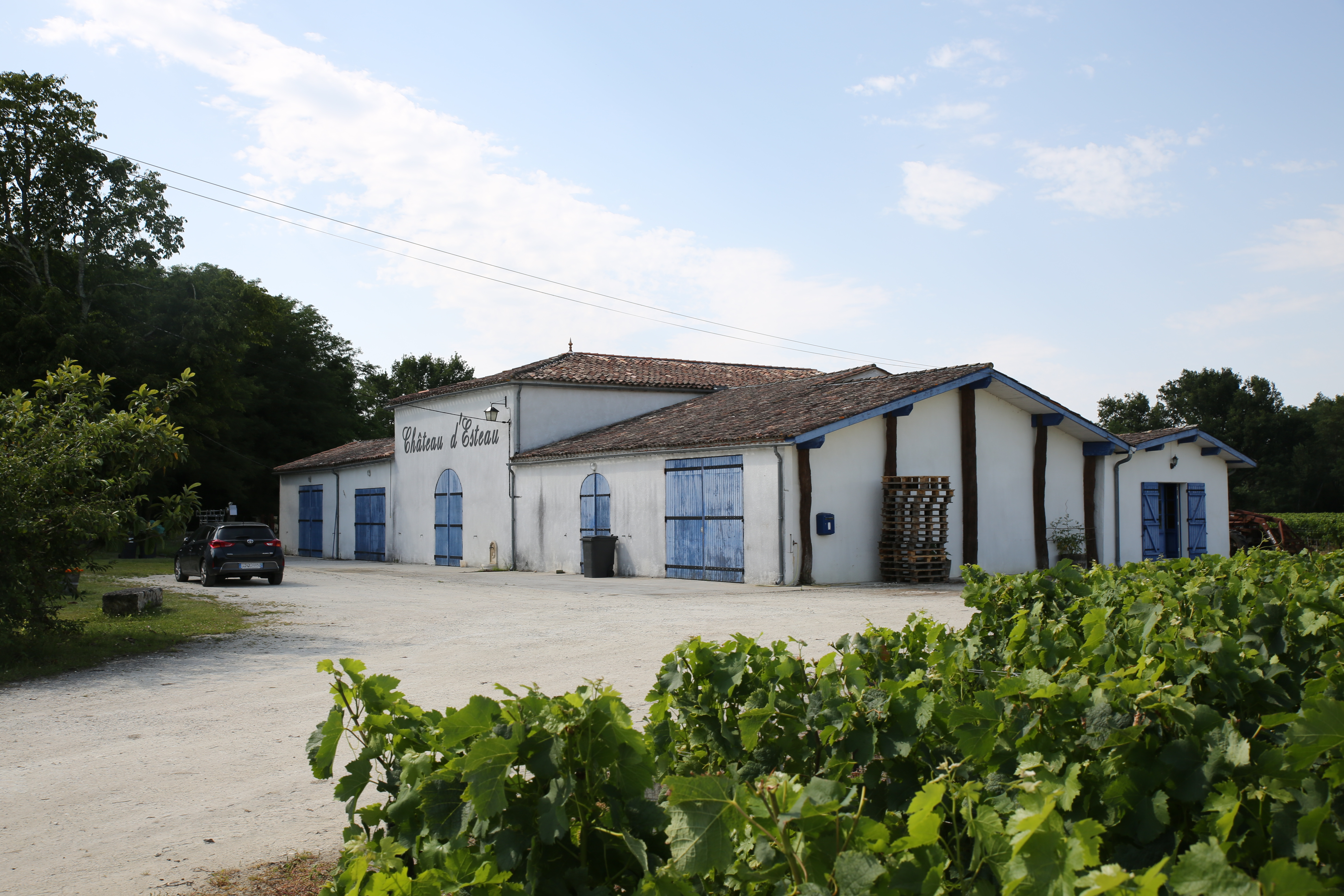
Schloss Esteau